# Szakata Megumi
Szakata Megumi (坂田 恵; Hepburn: Sakata Megumi) (Kumamoto prefektúra, 1971. október 18. –) japán válogatott labdarúgó.

## Klub
A labdarúgást a Nissan FC Ladies csapatában kezdte. 1990 és 1993 között a Nissan FC Ladies csapatában játszott. 52 bajnoki mérkőzésen lépett pályára. 1994-ben a Prima Ham FC Kunoichi csapatához szerződött. 34 bajnoki mérkőzésen lépett pályára és. 1996-ban vonult vissza. 1999 és 2002 között a Tasaki Perule FC csapatában játszott. 38 bajnoki mérkőzésen lépett pályára.

## Nemzeti válogatott
1989-ben debütált a japán válogatottban. A japán válogatott tagjaként részt vett az 1991-es és az 1995-ös világbajnokságon. A japán válogatottban 10 mérkőzést játszott.

## Statisztika
| Japán válogatott | Japán válogatott | Japán válogatott |
| Időszak          | Mérk.            | gól              |
| ---------------- | ---------------- | ---------------- |
| 1989             | 1                | 0                |
| 1990             | 2                | 0                |
| 1991             | 3                | 0                |
| 1992             | 0                | 0                |
| 1993             | 1                | 0                |
| 1994             | 1                | 0                |
| 1995             | 1                | 0                |
| 1996             | 1                | 0                |
| Összesen         | 10               | 0                |

## Sikerei, díjai
Japán válogatott
- Ázsia-kupa:  Ezüst; 1991, 1995,  Bronz; 1989, 1993